# Družina (skauting)

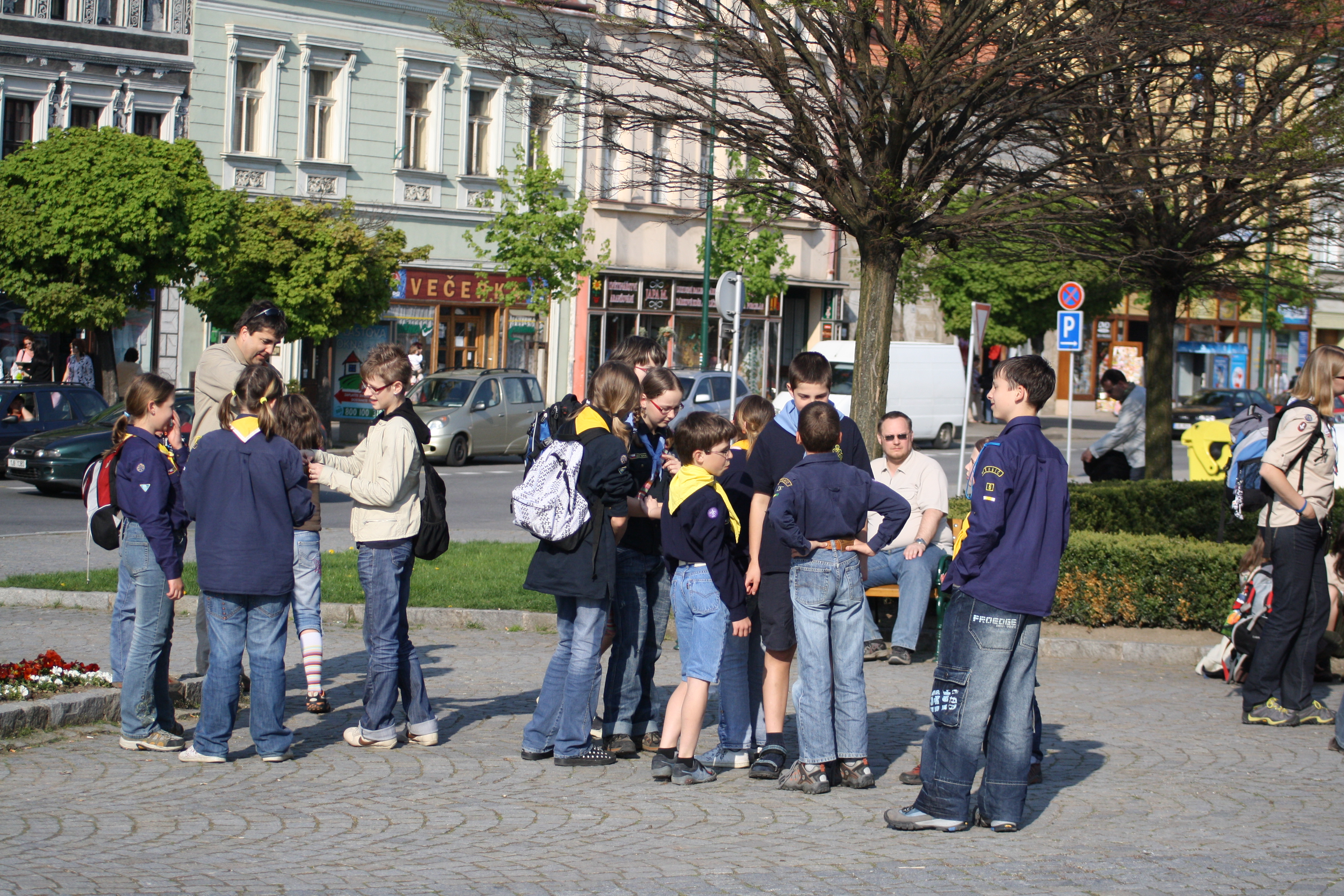
Družina vodních skautů

Družina je základ skautské výchovy. Tvoří jí skupina 3 až 10 chlapců nebo dívek stejného nebo podobného věku. Družina usnadňuje výchovu mládeže, lépe se organizují hry, práce a veškerý program. Ten má na starosti rádce družiny, u vodních skautů kormidelník. Každá družina má svůj název, pokřik a jiné symboly, které ji reprezentují.
Družina se jednou týdně schází v rámci družinové schůzky, která obvykle probíhá ve skautské klubovně, nebo jejím okolí. Na schůzkách skauti hrají hry, plní stezky, věnují se rukodělným aktivitám či sportu apod. O víkendech družiny (často s celým oddílem) chodí na výpravy.